# Păcurari

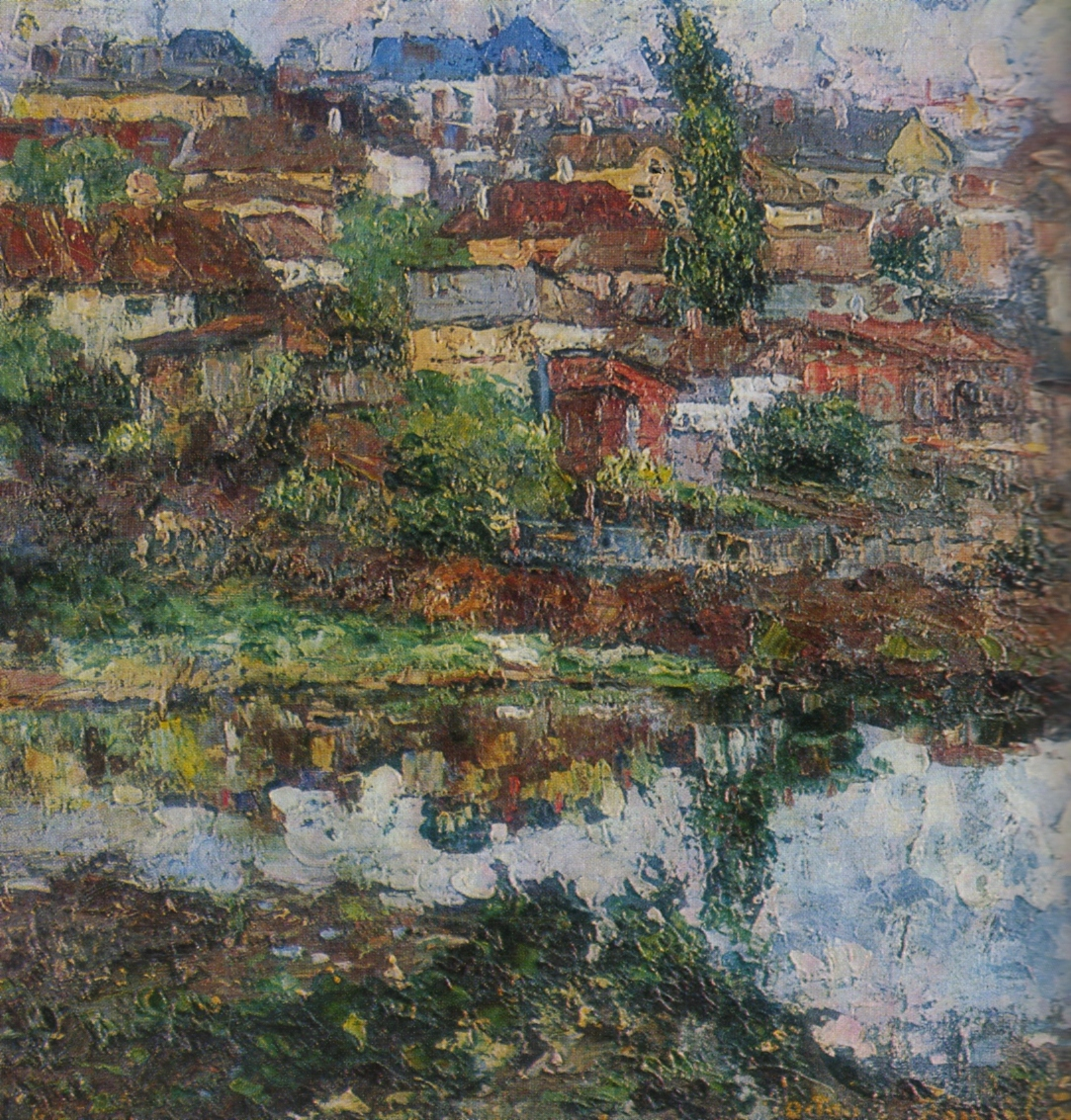
Mahalaua din Păcurari, pictură de Octav Bancilă

Imagine din cartierul ieșean Păcurari

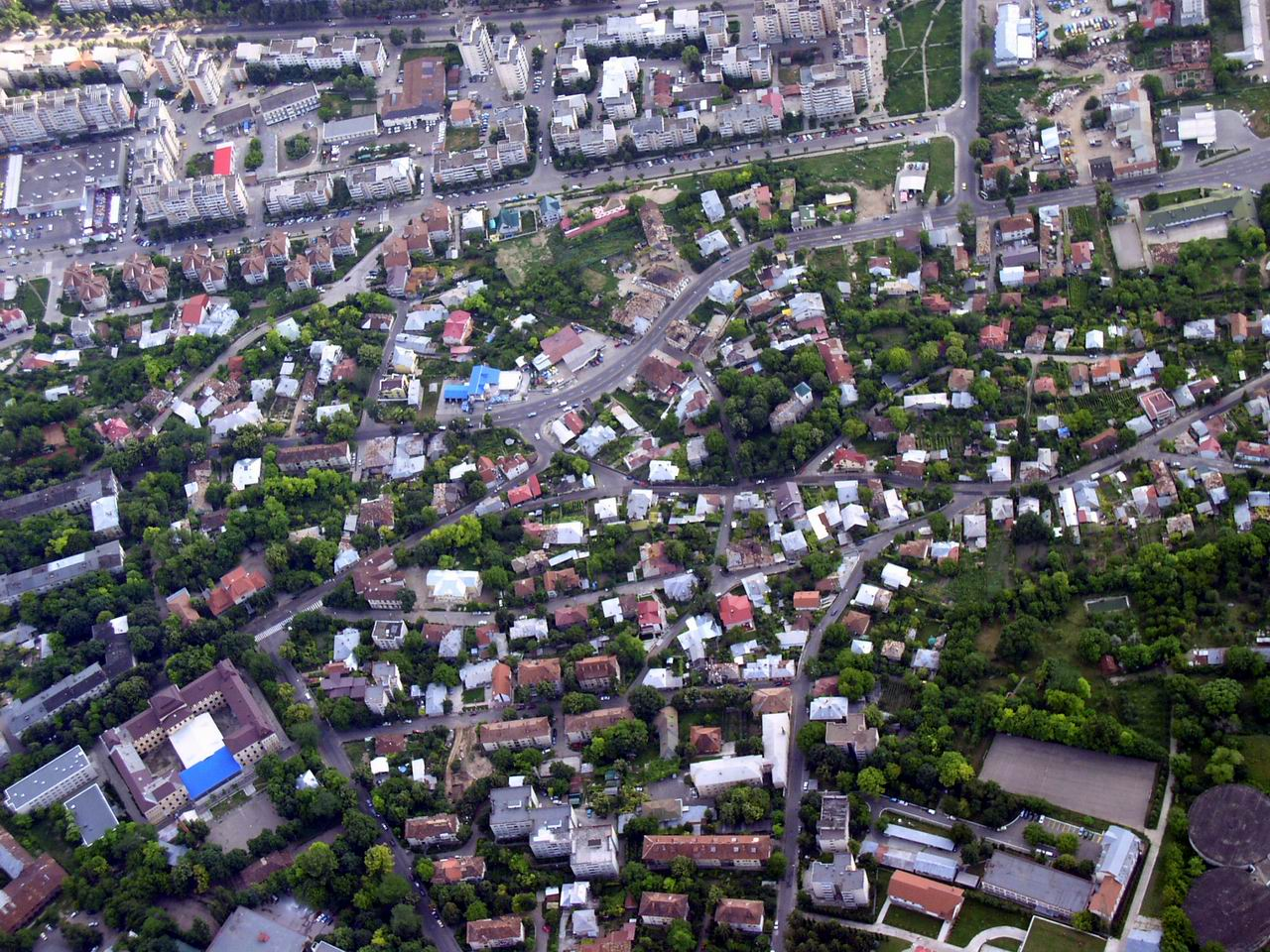
Păcurarii Vechi

Păcurari este un cartier din Iași. Acesta se întinde de la Fundație (Biblioteca Centrală Universitară) până la ieșirea din oraș spre Târgu Frumos. Pe timpuri, acest cartier era împărțit în două zone: Păcurari (până la drumul spre cimitirul evreiesc) și zona Păcureț (ce se întindea până la ieșirea din oraș). Zona Păcureț este recunoscută ca fiind una din zonele rău famate ale orașului. Blocul 549 este cel mai renumit din cartier.

## Etimologie
Există controverse legate de numele cartierului Păcurari. Astfel, se presupune că pe strada Păcurari veneau negustorii, care vindeau păcură și gaz, numiți păcurari. Profesorul Stelian Dumistrăcel, cercetător la Institutul de lingvistică Al. Philippide, crede că termenul de păcurar se referă, în fapt, la ciobani, iar numele străzii a fost dat de faptul că prin acel loc intrau în oraș păstorii în timpul transhumanței. Profesorul și lingvistul Mircea Ciubotaru, unul din membrii fondatori al Institutului de Genealogie și Heraldică „Sever Zotta”, este convins de faptul că numele străzii Păcurari este dat de numele unei persoane, numită Păcurar. Și numele străzii Păcureț, fiind un
diminutiv.

## Transport
- Autobuz: 20, 43, 43c, 46

## Repere notabile
- Biserica Toma Cozma (Strada Toma Cozma nr. 41), construită în 1807
- Fabrica de bere „Zimbru” (azi ruină), ridicată în 1845
- Școala Gimnazială „Ion Creangă” (Strada Păcurari 178), fosta Școală primară de băieți nr. 2, în care, în 1874, a fost numit ca institutor marele Ion Creangă, și a învățat Jean Bart, întemeiată în 1867
- Cimitirul evreiesc „nou” (Aleea Cimitirul Evreiesc), este în uz din 1881
- Școala Gimnazială Petru Poni (Strada Păcurari 112), construită în 1910
- Parohia Sfântul Gheorghe, ridicată 1948-1956

## Imagini

Biserica Toma Cozma